# O Reino (série)
O Reino é uma pentalogia de Gonçalo M. Tavares, publicada pela Editorial Caminho e, posteriormente, pela Relógio D'Água.
A série conferiu notoriedade a seu autor, Gonçalo M. Tavares, sendo objeto de estudos sobre a sua abordagem a respeito de poder e violência.

## A série
Os cinco livros que fazem parte da série são:
- Um Homem: Klaus Klump — Caminho 2003
- A Máquina de Joseph Walser — Caminho 2004
- Jerusalém — Caminho 2004 (vencedor do Prémio José Saramago, no ano 2005)
- Aprender a Rezar na Era da Técnica — Caminho 2007
- O Osso do Meio — Relógio D'Água 2020